# عزلة بني محمد (تعز)

تعديل مصدري - تعديل

عزلة بني محمد هي إحدى عزل مديرية الشمايتين في  محافظة تعز اليمنية ويبلغ تعداد سكانها 4570 نسمة حسب التعداد السكاني في اليمن لعام 2004.